# 整理記者
整理記者（せいりきしゃ）とは、新聞記者のなかでも、個々の記者が書いた記事を最終的に紙面に編集する記者のこと。整理部記者とも。

## 概要
現場の記者が書いた文章は、デスクと呼ばれるベテラン記者のチェックを受けたあと、整理記者のもとへ集約され校正を受ける。
新聞紙面は、配達エリアなどによって印刷の〆切り時間が違い（印刷場所から遠いほど配送に時間がかかるため〆切りが早くなる）、〆切り時間が遅いほどより最新の情報を反映していくため、同じ日付でも内容が少しずつ異なるいくつかの「版」がある。その版ごとに紙面をレイアウトしなおし、またそのレイアウトに合わせて文章量を調整してゆくのが整理記者である。その際、ニュースの重要性や価値を判断し、扱いの大小を決めながら見出しを付けたり写真を配置したりする。新聞社によっては、記事に付随する地図や図表・グラフ類の作成を整理記者が行うところもある。
紙面の扱い方や見出しの付け方によっては、読者が重大なニュースを見逃してしまうので、読者の関心を引き、記事が読みやすくなるよう工夫しながら作っていく。
その役割から、整理記者はよく「料理人」に例えられる。取材した原稿を「素材」として、それをいかに美味しく（読みやすく、興味を引きやすく、分かりやすく）料理し、また新聞という「皿」にいかに魅力的に盛り付けるかが、整理記者の腕の見せどころとなっている。
近年、新聞の文字サイズが大きくなっていく傾向にあり、現場の記者・デスク・整理記者とも、内容をより簡潔に文章化する技術が求められるようになっている。
新聞社によって、整理記者を専門職として位置づけている社と、一般の現場記者がキャリアの一時期に整理記者を経験する社とがある。